# Harris (Missouri)
Harris – miasto w Stanach Zjednoczonych, w stanie Missouri, w hrabstwie Sullivan.